# Oskar Dirlewanger
Oskar Dirlewanger (26 de Setembro de 1895 Würzburg - 5 de Junho de 1945 Altshausen) foi um criminoso de guerra nazista da Waffen-SS que atuou durante a Segunda Guerra Mundial. Considerado "o pior dos nazistas", comandou a unidade SS-Sturmbrigade Dirlewanger envolvida em inúmeras atrocidades cometidas na Frente Oriental.

## Biografia
Oskar Dirlewanger foi um oficial de infantaria na Primeira Guerra Mundial e ganhou o Cruz de Ferro de segunda classe e a Cruz de Ferro de primeira classe. Seu serviço militar era visto como exemplar pelas autoridades alemãs, e era conhecido por sua considerável bravura em batalha (por ter sido ferido mais de dez vezes) e que sempre conduzia suas tropas na frente. Durante a Segunda Guerra Mundial, ele ganhou uma série de medalhas adicionais, incluindo a Cruz Ferro 2 ª Classe, a Cruz dos Balcãs, e da Cruz Alemã em Ouro. Ele foi premiado com a Cruz de Cavaleiro em 1944.
Após o término da Primeira Guerra Mundial, ele se juntou a diferentes milícias de voluntários Freikorps e lutou no Ruhr; Saxónia e Silésia. Entre a sua atividade militante, ele estudou na universidade de Frankfurt e atingiu um PhD em ciência política em 1922. No ano seguinte, ingressou no NSDAP, mas acabou por ser expulso pelo Estupro de uma menina de 13 anos. Ele voltou anos depois e recebeu o numero do partido # 1098716 e, posteriormente, o da SS # 357267.

### Revolta de Varsóvia
Em 1944 a divisão de Dirlewanger ficou conhecida e temida pela extrema crueldade com que agia, autor de uma  série de assassinatos, estupros e outros tipos de violência praticada por ele e sua divisão na Revolta de Varsóvia, tais como fuzilamentos de crianças, assassinatos e estupro de enfermeiras de guerra polonesas, enforcamento arbitrário e assassinatos de civis entre outros. A forma com que conduzia a sua divisão e os assassinatos a sangue frio com que cometia era mau visto até mesmo por próprio membros da SS. Oficiais com que conviviam pessoalmente com ele  afirmam que Oskar tinha um comportamento psicótico e que ele matava e torturava apenas  por diversão e para ver o sofrimento das vitimas.

### Morte
Oskar foi capturado e preso por tropas francesas no dia  1 de junho de 1945, no sul da Alemanha portando documentos falsos e usando roupa de civil, ele foi levado para o campo de prisioneiros de Altshausen onde morreu dias depois, vítima de espancamentos por poloneses.